# Ондржей Загустел
Ондржей Загустел (чеськ. Ondřej Zahustel, нар. 18 червня 1991) — чеський футболіст, який грав на позиції півзахисника. Найбільш відомий за виступами в клубах «Млада Болеслав» та «Спарта» (Прага), та у складі національної збірної Чехії.

## Клубна кар'єра
Ондржей Загустел народився 1991 року, та є вихованцем футбольної школи клубу «Млада Болеслав». У 2008 році Загустел розпочав професійну футбольну кар'єру в основній команді клубу «Млада Болеслав», в якій грав до 2016 року, взявши участь у 91 матчі чемпіонату.
У 2016 році футболіст перейшов до клубу «Спарта» (Прага), проте в складі іменитого празького клубу не завжди був гравцем основного складу, і в 2020 році керівництво «Спарти» відправило Загустела в оренду, спочатку до клубу «Словацко», а пізніше до колишнього клубу футболіста «Млада Болеслав». У 2021—2022 році Ондржей Загустел грав за «Млада Болеслав» вже на правах постійного контракту, однак у 2022 році завершив виступи на футбольних полях, і в 2022 році завершив виступи на футбольних полях та перейшов на тренерську роботу.

## Виступи за збірну
У 2015—2016 роках Ондржей Загустел провів три товариські матчі у складі національної збірної Чехії.